# Domo da Ascensão

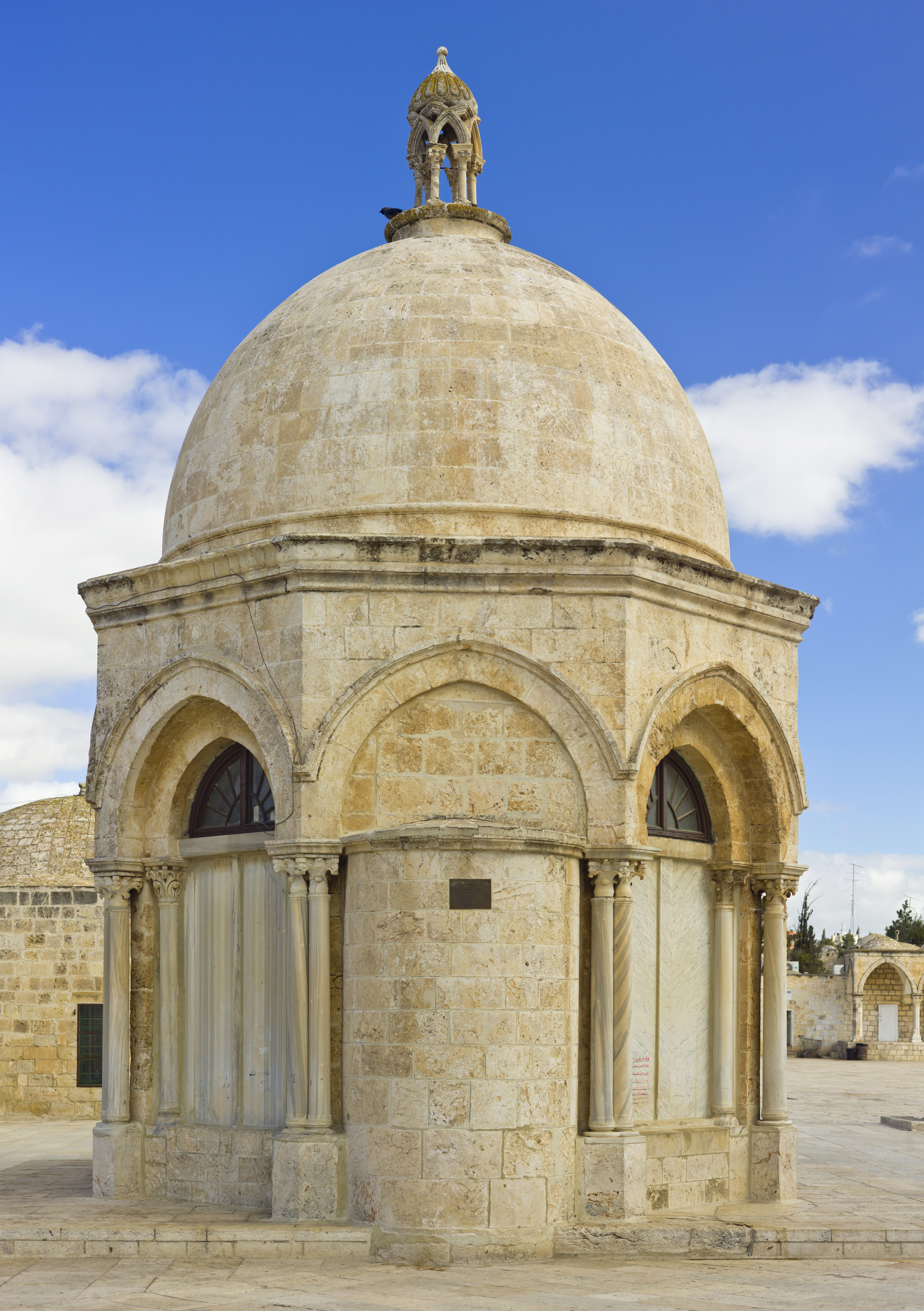
O Domo da Ascensão

O Domo da Ascensão (em árabe: قبة المعراج, transliteração: Qubbat al-Miraj) é uma edificação que comemora, segundo a tradição religiosa islâmica, a ascensão do profeta Maomé. Ela está localizada ao norte da Cúpula da Rocha no Monte do Templo em Jerusalém. Não está claro quando a cúpula original foi construída, mas se presume ter sido ou do período Omíada ou abássida, porque ele é mencionada por Ibn al-Fakih em 903 e pelo historiador Mocadaci em 985, como sendo uma das "duas cúpulas menores", sendo outra a Cúpula do Profeta. No entanto, a cúpula moderna da Ascensão foi construída pelo governador aiúbida de Jerusalém, Izadine Zanjili em 1200 a partir de materiais de construção remanescentes dos cruzados.
Notável é que o Domo da Ascensão assemelha-se muito com a capela construída pelos cruzados no século XII em Jerusalém no suposto local da Ascensão de Jesus.